# Андрети Аутоспорт
Андрети Аутоспорт е американски отбор в автомобилните спортове, участващ в Индикар, Инди Лайтс, Формула Е, Про Мазда Чемпиъншип и Глобъл Раликрос. Тимът е създаден през 1993 г. от Бари Грийн и Джералд Форсайт под името Форсайт Грийн Рейсинг. Сегашното си име отборът носи от 2009 г., когато негов едноличен собственик става Майкъл Андрети. Андрети Аутоспорт има шест победи в състезанието Инди 500 (1995 като Тим Грийн, 2005 и 2007 като Андрети Грийн Рейсинг и 2014, 2016 и 2017 като Андрети Аутоспорт) и шампионски титли в Индикар (2004, 2005 и 2007 като Андрети Грийн Рейсинг и 2012), Инди Лайтс (2008 и 2009 като АГР-АФС Рейсинг), Чамп Кар (1995, като Тим Грийн), Ю Ес Ф2000 Нешънъл Чемпиъншип (2010, 2011) и Глобъл Раликрос (2015 и 2016).

## Чамп Кар, Индикар и Инди Лайтс
Отборът е създаден от Бари Грийн и Джералд Форсайт през 1993 г. под името Форсайт Грейн Рейсинг с цел участие в сериите Чамп Кар, а пилоти в Чамп Кар атлантически шампионат са канадците Жак Вилньов и Клод Бурбоне. През следващата година пътищата на основателите се разделят и Грийн преименува отбора, който започва участие в Чамп Кар на Тим Грийн. Мениджър на отбора става брат му Ким Грийн, а Вилньов е единственият пилот. През 1995 г. Вилньов печели престижното състезание Инди 500 и шампионската титла в Чемп Кар. Следващия сезон отборът се състезава под името Брахма Спортс Тим, а негов пилот е Раул Боесел. От 1997 г. по силата на договор за спонсорство с марката цигари КУУЛ, отборът започва да се нарича Тим КУУЛ Грийн, а пилоти - вече отново двама - са Пол Трейси и Дарио Франкити. През 2001 г. към тима се присъединява Майкъл Андрети, който се състезава сериите Чамп Кар и Индикар под ръководството на Ким Грийн в подотбор под името Тим Моторола. През 2003 г. Андрети, който междувременно е станал мажоритарен собственик, премества отбора изцяло в конкурентните на Чамп Кар серии Индикар под името Андрети Грийн Рейсинг. От 2004 г. тимът се състезава с четирима пилоти, като на надпреварата в Сейнт Питърсбърг, Флорида, през 2005 г. те заемат първите четири места. Шампионски титли в Индикар през 2004 и 2005 г. печелят Тони Канаан и Дан Уелдън. Друг момент за историята идва през 2006 г., когато отказалият се вече Майкъл Андрети се завръща за участие в Инди 500 редом до сина си Марко, който междувременно е заменил Уелдън. Двамата завършват състезанието на второ и трето място. През 2007 г. Дарио Франкити печели Инди 500 и шампионската титла в Индикар. От 2008 г. Андрети Грийн Рейсинг участва в сериите Инди Лайтс в сътрудничество с АФС Рейсинг под името АГР-АФС Рейсинг и печели две шампионски титли с пилотите Рафаел Матос (2008 г.) и Джей Ар Хилдебранд (2009 г.). Сезон 2009 в сериите Индикар е един от най-неуспешните за отбора, който за първи път от 2003 г. насам не успява да спечели поне едно състезание. В края на годината е обявено, че отборът вече ще носи името Андрети Аутоспорт. Дан Уелдън загива във финалната надпревара за сезон 2011 в Лас Вегас. Следващата шампионска титла в Индикар идва чак през 2012 г. и е спечелена от Райън Хънтър-Рей. През 2014 г. отборът отново постига завиден успех в Инди 500, когато Хънтър-Рей печели надпреварата, а Марко Андрети, Карлос Муньос и Курт Буш завършват съответно на трето, четвърто и шесто място; петият пилот на Андрети Аутоспорт, Джеймс Хинчклиф, отпада 25 обиколки преди финала, но дотогава също се движи в топ 3. През 2016 г. тимът печели двойна победа в Инди 500, благодарение на Александер Роси и Карлос Муньос, а през 2017 г. - Такума Сато носи нов успех в престижната надпревара.

## Американски Серии Льо Ман
През 2007 г. Андрети Рейсинг дебютира в състезанията за автомобили с покрити колела. Тимът е избран да бъде един от заводските отбори на Акура в Американските Серии Льо Ман. Още в дебютното състезание отборът завършва на второ място в генералното класиране и на първо в клас LMP2. След общо два сезона с три победи в клас LMP2 и една в генералното класиране, сътрудничеството между Андрети Рейсинг и Акура е прекратено заради незадоволителните резултати.

## Формула Е
Андрети Аутоспорт започва участието си във Формула Е през дебютния ѝ сезон.

### История

#### Сезон 2014/15
За пилоти на отбора са обявени Франк Монтани и Шарл Пик, но двамата записват общо само три старта. През кокпита на болидите на отбора минават общо осем пилоти, като единствен Жан-Ерик Верн записва повече от четири участия - девет. Останалите пилоти са Матю Брабам, Марко Андрети, Скот Спийд, Джъстин Уилсън и Симона де Силвестро. Верн заема мястото на наказания за две години заради употреба на кокаин Монтани, който дава положителна проба след състезанието в Путраджая. Верн носи най-много точки на отбора, като към едно второ място добавя и три спечелени пол позиции и една най-бърза обиколка. По едно второ място записват и Монтани и Спийд. В края на сезона пилотите на Андрети Аутоспорт събират общо 119 точки, които му отреждат шесто място в класирането при отборите. Верн остава на седмо място при пилотите със 70 точки, а Спийд и Монтани – на 15-о и 16-о с по 18. Уилсън е 25-и с една точка, а де Силвестро, Андрети и Брабам не записват точки. Пик, който през сезона кара и за НЕКСТЕВ ТСР, е 18-и с 16 точки, 12 от които печели като пилот на Андрети Аутоспорт.

#### Сезон 2015/16
Преди сезон 2015/16 отборът подписва спонсорски договор със застрахователното дружество Амлин и променя името си на Амлин Андрети. След падането на забраната за разработване на собствена задвижваща система от отбора решават сами да се заемат със задачата, но след проблеми и слаби резултати при тестовете на разработените от тях компоненти в крайна сметка се връщат към непроменения болид от предишния сезон, като междувременно работят по нова задвижваща система за следващия сезон. Жан-Ерик Верн замества Хайме Алгерсуари в DS Върджин Рейсинг, а неговото място заема Симона де Силвестро, която кара за Андрети Аутоспорт в последните два кръга от миналия сезон. Вторият пилот на отбора е Робин Фрайнс. Двамата записват общо 49 точки, което отрежда на тима седмо място в класирането. При пилотите Фрайнс е 12-и с 45 точки, а де Силвестро – 18-а с 4.

#### Сезон 2016/17
Сезон 2016/17 е по-слаб за отбора и от предишния, като Антонио Феликс да Коща (дошъл от Тим Агури на мястото на Симона де Силвестро) и Робин Фрайнс записват съответно 24 (13-о място) и 10 (20-о място) точки, а отборно Амлин Адрети отново е седми, с 34 точки.

#### Сезон 2017/18
Преди началото на Сезон 2017/18 тимът се връща към старото си име Андрети Формула Е.

### Пилоти
| Име                    | Сезони      | Съст. | Поб. | ПП | НБО | Под. | Точки |
| ---------------------- | ----------- | ----- | ---- | -- | --- | ---- | ----- |
| Антонио Феликс да Коща | 16/17       | 12    | 0    | 0  | 0   | 0    | 10    |
| Джъстин Уилсън         | 14/15       | 1     | 0    | 0  | 0   | 0    | 1     |
| Жан-Ерик Верн          | 14/15       | 9     | 0    | 3  | 1   | 2    | 70    |
| Марко Андрети          | 14/15       | 1     | 0    | 0  | 0   | 0    | 0     |
| Матю Брабам            | 14/15       | 2     | 0    | 0  | 0   | 0    | 0     |
| Робин Фрайнс           | 15/16-16/17 | 22    | 0    | 0  | 0   | 1    | 69    |
| Симона де Силвестро    | 14/15-15/16 | 12    | 0    | 0  | 0   | 0    | 4     |
| Скот Спийд             | 14/15       | 4     | 0    | 0  | 0   | 1    | 18    |
| Франк Монтани          | 14/15       | 2     | 0    | 0  | 0   | 1    | 18    |
| Шарл Пик               | 14/15       | 1     | 0    | 0  | 0   | 0    | 12    |

### Резултати
| Сезон   | Болид                 | Гуми | №  | Пилоти                 | 1   | 2   | 3    | 4   | 5    | 6   | 7    | 8   | 9   | 10  | 11  | 12  | 13  | 14  | Т  | ОТ  | М   |
| ------- | --------------------- | ---- | -- | ---------------------- | --- | --- | ---- | --- | ---- | --- | ---- | --- | --- | --- | --- | --- | --- | --- | -- | --- | --- |
| 2014/15 | Спарк-Рено SRT 01E    | М    |    |                        | ПЕК | ПУТ | ПУН  | БУЕ | МАЯ  | ЛБИ | МОН  | БЕР | МОС | ЛОН | ЛОН |     |     |     |    | 119 | 6-о |
| 2014/15 | Спарк-Рено SRT 01E    | М    | 27 | Франк Монтани          | 2   | DSQ |      |     |      |     |      |     |     |     |     |     |     |     | 18 | 119 | 6-о |
| 2014/15 | Спарк-Рено SRT 01E    | М    | 27 | Жан-Ерик Верн          |     |     | 14†* | 6*  | 18†* | 2*  | Ret* | 7   | 4   | 3   | 16† |     |     |     | 70 | 119 | 6-о |
| 2014/15 | Спарк-Рено SRT 01E    | М    | 28 | Шарл Пик               | 4   |     |      |     |      |     |      |     |     |     |     |     |     |     | 12 | 119 | 6-о |
| 2014/15 | Спарк-Рено SRT 01E    | М    | 28 | Матю Брабам            |     | 13  | Ret  |     |      |     |      |     |     |     |     |     |     |     | 0  | 119 | 6-о |
| 2014/15 | Спарк-Рено SRT 01E    | М    | 28 | Марко Андрети          |     |     |      | 12  |      |     |      |     |     |     |     |     |     |     | 0  | 119 | 6-о |
| 2014/15 | Спарк-Рено SRT 01E    | М    | 28 | Скот Спийд             |     |     |      |     | 2    | Ret | 12   | 13  |     |     |     |     |     |     | 18 | 119 | 6-о |
| 2014/15 | Спарк-Рено SRT 01E    | М    | 28 | Джъстин Уилсън         |     |     |      |     |      |     |      |     | 10  |     |     |     |     |     | 1  | 119 | 6-о |
| 2014/15 | Спарк-Рено SRT 01E    | М    | 28 | Симона де Силвестро    |     |     |      |     |      |     |      |     |     | 11  | 12  |     |     |     | 0  | 119 | 6-о |
| 2015/16 | Спарк-Рено SRT 01E    | М    |    |                        | ПЕК | ПУТ | ПУН  | БУЕ | МЕК  | ЛБИ | ПАР  | БЕР | ЛОН | ЛОН |     |     |     |     |    | 49  | 7-о |
| 2015/16 | Спарк-Рено SRT 01E    | М    | 27 | Робин Фрайнс           | 10  | 3   | 10   | 8   | 5    | 15  | 7    | 6   | Ret | Ret |     |     |     |     | 45 | 49  | 7-о |
| 2015/16 | Спарк-Рено SRT 01E    | М    | 28 | Симона де Силвестро    | Ret | 13  | 11   | 14  | 14   | 9   | 15   | 9   | 11  | Ret |     |     |     |     | 4  | 49  | 7-о |
| 2016/17 | Спарк-Андрети ATEC-02 | М    |    |                        | ХКГ | МАР | БУЕ  | МЕК | МОН  | ПАР | БЕР  | БЕР | НЙС | НЙС | МРЛ | МРЛ |     |     |    | 34  | 7-о |
| 2016/17 | Спарк-Андрети ATEC-02 | М    | 27 | Робин Фрайнс           | 6   | 11  | 14   | 11  | 12   | 6   | 17   | 18  | 9   | 9   | 8   | 13  |     |     | 24 | 34  | 7-о |
| 2016/17 | Спарк-Андрети ATEC-02 | М    | 28 | Антонио Феликс да Коща | 5   | Ret | 11   | Ret | 11   | Ret | 16   | 11  | 12  | 15  | 14  | 15  |     |     | 10 | 34  | 7-о |
| 2017/18 | Спарк-Андрети         | М    |    |                        | ХКГ | ХКГ | МАР  | САН | МЕК  | СПА | РИМ  | ПАР | БЕР | ЦЮР | НЙС | НЙС | МРЛ | МРЛ |    |     |     |
| 2017/18 | Спарк-Андрети         | М    |    |                        |     |     |      |     |      |     |      |     |     |     |     |     |     |     |    |     |     |
| 2017/18 | Спарк-Андрети         | М    |    |                        |     |     |      |     |      |     |      |     |     |     |     |     |     |     |    |     |     |

## Успехи
| Инди 500 | Инди 500 | Инди 500 |
| Първо място: 6 | Второ място: 6 | Трето място: 10 |
| --- | --- | --- |
| 1995: Жак Вилньов 2005: Дан Уелдън 2007: Дарио Франкити 2014: Райън Хънтър-Рей 2016: Александер Роси 2017: Такума Сато 0 | 1994: Жак Вилньов 2002: Пол Трейси 2004: Тони Канаан 2006: Марко Андрети 2013: Карлос Муньос 2016: Карлос Муньос 0 | 2001: Майкъл Андрети 2003: Тони Канаан 2004: Дан Уелдън 2005: Браян Херта 2006: Майкъл Андрети 2008: Марко Андрети 2009: Даника Патрик 2010: Марко Андрети 2013: Райън Хънтър-Рей 2014: Марко Андрети |

| Чамп Кар                                       | Чамп Кар               | Чамп Кар                                                   |
| Шампион: 1                                     | Вицешампион: 1         | Трето място: 3                                             |
| ---------------------------------------------- | ---------------------- | ---------------------------------------------------------- |
| 1995: Жак Вилньов 0                            | 1999: Дарио Франкити 0 | 1998: Дарио Франкити 1999: Пол Трейси 2001: Майкъл Андрети |
| Подиуми в отделните състезания: 0 23 0 23 0 24 |                        |                                                            |

| Индикар                                                                        | Индикар                                               | Индикар                               |
| Шампион: 4                                                                     | Вицешампион: 3                                        | Трето място: 2                        |
| ------------------------------------------------------------------------------ | ----------------------------------------------------- | ------------------------------------- |
| 2004: Тони Канаан 2005: Дан Уелдън 2007: Дарио Франкити 2012: Райън Хънтър-Рей | 2004: Дан Уелдън 2005: Тони Канаан 2006: Дан Уелдън 0 | 2007: Тони Канаан 2008: Тони Канаан 0 |
| Подиуми в отделните състезания: 0 55 0 50 0 79                                 |                                                       |                                       |

| Инди Лайтс                                     | Инди Лайтс     | Инди Лайтс |
| Шампион: 2                                     | Вицешампион: 0 | Трето място: 6 |
| ---------------------------------------------- | -------------- | --- |
| 2008: Рафаел Матос 2009: Джей Ар Хилдебранд 0  | 0              | 2009: Себастиан Сааведра 2010: Мартин Плоумън 2011: Стефан Уилсън 2013: Карлос Муньос 2014: Зак Вийч 2017: Колтън Херта |
| Подиуми в отделните състезания: 0 31 0 33 0 35 |                | |

| Про Мазда Чемпиъншип                           | Про Мазда Чемпиъншип | Про Мазда Чемпиъншип                   |
| Шампион: 1                                     | Вицешампион: 0       | Трето място: 2                         |
| ---------------------------------------------- | -------------------- | -------------------------------------- |
| 2013: Матю Брабъм 0                            | 0                    | 2012: Сейдж Карам 2013: Шелби Блексток |
| Подиуми в отделните състезания: 0 25 0 15 0 14 |                      |                                        |

| Ю Ес Ф2000 Нешънъл Чемпиъншип                                                                                           | Ю Ес Ф2000 Нешънъл Чемпиъншип           | Ю Ес Ф2000 Нешънъл Чемпиъншип |
| Шампион: 1 (1) | Вицешампион: 1 (1)                      | Трето място: 1                |
| --- | --------------------------------------- | ----------------------------- |
| 2010: Сейдж Карам 2011: Зак Вийч                                                                                        | 2011: Спенсър Пигът 2011: Спенсър Пигът | 2013: Гарет Грист 0           |
| Подиуми в отделните състезания: 0 14 (4) 0 11 (3) 0 6 (3)                                                               |                                         |                               |
| С наклонен шрифт са отбелязани класиранията в зимните шампионати, провеждани като подготовка преди същинския шампионат. |                                         |                               |

| Чамп Кар атлантически шампионат              | Чамп Кар атлантически шампионат | Чамп Кар атлантически шампионат |
| Шампион: 0                                   | Вицешампион: 1                  | Трето място: 1                  |
| -------------------------------------------- | ------------------------------- | ------------------------------- |
| 0                                            | 1993: Клод Бурбоне              | 1993: Жак Вилньов               |
| Подиуми в отделните състезания: 0 12 0 5 0 1 |                                 |                                 |

| Американски Серии Льо Ман                                | Американски Серии Льо Ман             | Американски Серии Льо Ман |
| Генерално класиране                                      | Генерално класиране                   | Генерално класиране       |
| Първо място: 1                                           | Второ място: 2                        | Трето място: 1            |
| -------------------------------------------------------- | ------------------------------------- | ------------------------- |
| 2008: Детройт 0                                          | 2007: 12 часа на Себринг 2007: Хюстън | 2008: Лагуна Сека 0       |
| Клас LMP2                                                |                                       |                           |
| Първо място: 3                                           | Второ място: 2                        | Трето място: 0            |
| 2007: 12 часа на Себринг 2008: Детройт 2008: Лагуна Сека | 2007: Хюстън 2007: Боулмънвил 0       | 0                         |

| Глобъл Раликрос                               | Глобъл Раликрос     | Глобъл Раликрос                    |
| Шампион: 2                                    | Вицешампион: 1      | Трето място: 2                     |
| --------------------------------------------- | ------------------- | ---------------------------------- |
| 2015: Скот Спийд 2016: Скот Спийд             | 2016: Танър Фауст 0 | 2014: Скот Спийд 2015: Танър Фауст |
| Подиуми в отделните състезания: 0 17 0 10 0 4 |                     |                                    |

## Известни пилоти

### Чамп Кар (1994 – 2002)
- Дарио Франкити (1998 – 2002)
- Жак Вилньов (1994 – 1995)
- Майкъл Андрети (2001 – 2002)
- Пол Трейси (1998 – 2002)
- Раул Боесел (1996)

### Индикар (2001-)
- Адам Керъл (2010)
- Александеър Роси (2016-)
- Дан Уелдън (2003 – 2005)
- Дарио Франкити (2002 – 2007)
- Даника Патрик (2007 – 2011)
- Джон Андрети (2010 – 2011)
- Джъстин Уилсън (2015)
- Ей Джей Фойт IV (2006)
- Карлос Муньос (2013 – 2016
- Курт Буш (2014)
- Майкъл Андрети (2001 – 2003, 2006 – 2007)
- Марио Андрети (2003)
- Марко Андрети (2006-)
- Пол Трейси (2002)
- Райън Хънтър-Рей (2010-)
- Роби Гордън (2003)
- Симона де Силвестро (2015)
- Такума Сато (2017-)
- Тони Канаан (2003 – 2010)
- Фернандо Алонсо (2017)
- Франк Монтани (2009, 2014)

### Американски Серии Льо Ман (2007 – 2008)
- Дарио Франкити (2007)
- Кристиан Фитипалди (2008)
- Марко Андрети (2008)
- Рафаел Матос (2008)
- Тони Канаан (2007 – 2008)
- Франк Монтани (2008)

### А1 Гран При (2008 – 2009)
- Адам Каръл (2008 – 2009)
- Джей Ар Хилдебранд (2008 – 2009)
- Марко Андрети (2008 – 2009)

### Инди Лайтс (2008-)
- Ари Луйендик-младши (2008)
- Джей Ар Хилдебранд (2009)
- Зак Вийч (2013 – 2014)
- Карлос Муньос (2012 – 2013)
- Колтън Херта (2017)
- Мартин Плоумън (2010)
- Матю Брабъм (2014 – 2015)
- Рафаел Матос (2008)
- Себастиан Сааведра (2009, 2012)
- Сейдж Каръм (2013)
- Стефан Уилсън (2011)
- Шелби Блексток (2015 – 2016)

### Про Мазда Чемпиъншип (2011 – 2015)
- Зак Вийч (2011 – 2012)
- Матю Брабъм (2013)
- Сейдж Каръм (2011 – 2012)
- Шелби Блексток (2013 – 2014)

### Ю Ес Ф2000 Нешънъл Чемпиъншип (2010 – 2013)
- Зак Вийч (2010 – 2011)
- Сейдж Каръм (2010)

### Глобъл Раликрос (2014-)
- Скот Спийд (2014-)
- Танър Фауст (2014-)

### Формула Е (2014-)
- Антонио Феликс да Коща (2016 – 2017)
- Джъстин Уилсън (2015)
- Жан-Ерик Верн (2014 – 2015)
- Марко Андрети (2015)
- Матю Брабам (2014)
- Робин Фрайнс (2015 – 2017)
- Симона де Силвестро (2015-)
- Скот Спийд (2015)
- Франк Монтани (2014)
- Шарл Пик (2014)